# Червонка, Наталия
Наталия Барбара Червонка (пол. Natalia Barbara Czerwonka; род. 20 октября 1988, Польша) — польская спортсменка-конькобежец, участница зимних Олимпийских игр 2010, 2014, 2018 и 2022 года. Трёхкратная призёр чемпионатов мира, бронзовый призёр чемпионата Европы.

## Биография
Наталия Червонка начала заниматься конькобежным спортом в возрасте 10 лет в Любине, когда в 3-м классе начальной школы ей предложили попробовать себя в этом виде спорта и родители записали её на занятия. Четыре года спустя она переехала в Закопане, чтобы начать серьезно тренироваться в спортивной школе. Выступала за клуб «MKS Cuprum Lubin», где её тренером являлся Мариан Венгжиновски, позже состояла в клубе «KS Arena Lodowa Tomaszow Mazowiecki».
Червонка дебютировала на юниорском чемпионате мира в 2007 году, а через год на Кубке мира и на чемпионате Европы в Коломне, где заняла 17-е место в многоборье, а также на чемпионате мира на одиночных дистанциях в Нагано, на котором стала 20-й в забеге на 1500 метров. Через год впервые выиграла медаль на этапе Кубка мира в Германии, завоевав бронзу в командной гонке преследования.
Она квалифицировалась на олимпиаду 2010 года и в феврале на зимних Олимпийских играх в Ванкувере на дистанции 1500 метров заняла только 36-е место, но уже через 2 года, в 2012 году на чемпионате мира в Херенвене стала бронзовым призёром в командной гонке. На дистанции 1500 метров стала 10-й. На европейских и мировых чемпионатах в многоборье в 2012 и 2013 годах она не смогла занять высоких мест.
Однако в марте 2013 года на чемпионате мира на одиночных дистанциях в Сочи завоевала серебряную медаль в командной гонке преследования. В декабре 2013 на Кубке мира в Берлине вместе с подругами заняла 2-е место в командной гонке. В начале января 2014 года Червонка заняла 13-е место в общем зачёте на чемпионате Европы в Хамаре.
На своих вторых зимних Олимпийских играх в Сочи она выиграла серебряную медаль в командной гонке. На дистанциях 3000, 1000 и 1500 метров она заняла соответственно 16-е, 22-е и 14-е места. На чемпионате мира в Херенвене заняла 8-е место в многоборье. В августе 2014 года она получила травму головы и перелом позвонков после столкновения с трактором во время тренировки на велосипеде. Наталия не смогла участвовать в соревнованиях до конца года.
С 2015 по 2018 год Червонка участвовала на крупных мировых чемпионатах, но выше 7-го места в многоборье не поднималась. В январе 2018 года на чемпионате Европы в Коломне в командной гонке заняла 4-е место, а на дистанциях 1500 и 1000 м 6-е и 8-е места. На зимних Олимпийских играх в Пхёнчхане она заняла 9-е место в забеге на 1500 м, 12-е на 1000 м и 7-е в командной гонке. На чемпионате мира в Амстердаме стала 11-й в многоборье.
В октябре 2018 выиграла национальный чемпионат Польши на дистанциях 1000 и 1500 м. В 2019 году на спринтерском чемпионате мира в Херенвене поднялась на 18-е место в многоборье. Червонка второй год подряд выиграла чемпионат Польши в забегах на 1000 и 1500 м, а уже в начале 2020 года завоевала «бронзу» в командном спринте на чемпионате Европы в Херенвене, а через месяц на чемпионате мира на отдельных дистанциях в Солт-Лейк-Сити.
В сезоне 2020/21 Червонка кроме этапов Кубка мира участвовала на чемпионате Европы в многоборье (13-е место) и на чемпионате мира на одиночных дистанциях, где стала 6-й в забеге на 1500 м и 5-й в командной гонке. Оба чемпионата проходили в голландском Херенвене. В ноябре на Кубке мира в Ставангере она заняла 1-е место вместе с партнёршами в командном спринте.
На зимних Олимпийских играх в Пекине Наталия должна была нести польский флаг на церемонии открытия, но положительный тест на коронавирус не дал этой возможности. На соревнованиях заняла на дистанции 1500 м 19-е место и в командной гонке осталась на 8-м месте. Во время соревнований она была изолирована, так как у неё был положительный результат на коронавирус. В октябре 2022 года она заявила о завершении карьеры спортсменки и начала работу вторым тренером в национальной сборной по конькобежному спорту.

## Волонтёрская работа
В апреле 2020 года она и её коллега, конькобежка Анджелика Вуйцик, начали работать волонтёрами, чтобы помогать пожилым людям и лицам из группы высокого риска в Любине, во время карантина из-за пандемии COVID-19. Она присоединилась к волонтерскому проекту, организованному мэрией Любина.

## Личная жизнь
Наталия Червонка окончила Академию физического воспитания в Кракове. В 2017 году она основала Академию спортивного развития Натальи Червонки в Любине. Она любит просматривать фильмы, читать книги, а также её хобби — приготовление пищи. Наталия любит прогулки на велосипеде. Велосипед её любимый вид транспорта.

## Награды
- 2010 год — награждена Рыцарским крестом ордена Полония Реститута в Польше
- 2014 год — награждена Офицерским крестом ордена Полония Реститута в Польше